# Nordseewerke
Nordseewerke (NSWE) – niemiecka stocznia okrętowa w Emden, jedna z najstarszych istniejących stoczni w Niemczech. NSWE wybudowała w swej historii wiele okrętów wojennych dla Kaiserliche Marine oraz Kriegsmarine jak i dla współczesnej Deutsche Marine. Pierwotnie Rheinstahl-Nordseewerke AG, w 1991 roku stała się częścią ThyssenKrupp Marine Systems, a współcześnie stanowi spółkę należącą do Schaaf Industrie AG